# 費 (姓)
費（ひ）は漢姓の一つ。『百家姓』の65番目の姓である。2020年の中華人民共和国の統計では人数順の上位100姓に入っておらず、台湾の2018年の統計では223番目に多い姓で、1,503人がいる。

## 著名な人物
- 費無忌 - 春秋時代の楚の政治家。
- 費観 - 後漢末期から三国時代の劉璋・蜀漢の武将。
- 費詩 - 後漢末期から三国時代の劉璋・蜀漢の政治家。
- 費禕 - 後漢末期から三国時代の蜀漢の政治家・武将。
- 費曜 - 三国時代の魏の武将。
- 費宏 - 明の政治家。
- 費晴湖 - 清の商人。
- 費穆 - 中華民国の映画監督。
- 費孝通 - 中華民国・中華人民共和国の学者、政治家。
- 費俊龍 - 中華人民共和国の宇宙飛行士。